# Комерційна сексуальна експлуатація дітей
Комерційна сексуальна експлуатація дітей (КСЕД) визначає «парасольку» злочинів і дій, які передбачають сексуальне насильство над дитиною як фінансову або особисту можливість. Комерційна сексуальна експлуатація полягає у примушуванні дитини до проституції, секс-торгівлі, дитячого шлюбу, дитячого секс-туризму та будь-яких інших випадків експлуатації дітей для сексуальної діяльності. Згідно з даними Управління ювенальної юстиції та запобігання правопорушенням США, відсутність звітності про злочини та «труднощі, пов'язані з ідентифікацією та оцінкою жертв і злочинців» зробили майже неможливим створити національну оцінку поширеності комерційної сексуальної експлуатації дітей у Сполучених Штатах. За приблизними підрахунками, у всьому світі налічується один мільйон дітей, які експлуатуються для комерційного сексу; з одного мільйона дітей, які піддаються експлуатації, більшість складають дівчата.

## КСЕД у США
За даними Офісу помічника міністра з питань планування та оцінки, «від 244 000 до 325 000 американської молоді вважаються групою ризику сексуальної експлуатації, і приблизно 199 000 випадків сексуальної експлуатації неповнолітніх відбуваються щороку в Сполучених Штатах». У Сполучених Штатах школи є однією з найбільших жертв торгівлі дітьми.
Через пандемію COVID-19 у 2021 році, останньому році, за який доступні національні дані, «фактична кількість дітей, які постраждали від насильства, ймовірно, занижена».

## Термінологія
Декларація та програма дій, прийняті під час Першого Всесвітнього конгресу проти комерційної сексуальної експлуатації дітей, що відбувся в Стокгольмі, Швеція, у 1996 році, формально визначають КСЕД як:
«принципове порушення прав дитини. Воно включає сексуальне насильство з боку дорослого та винагороду грошима або натуральною формою для дитини або третьої особи чи осіб. До дитини ставляться як до сексуального і комерційного об'єкта. Сексуальна експлуатація дітей у комерційних цілях є формою примусу та насильства над дітьми та є примусовою працею та сучасною формою рабства.»
КСЕД часто асоціюється з торгівлею дітьми, що визначається як «вербування, транспортування, передача, переховування або отримання дитини з метою експлуатації», а дитина — це будь-яка особа віком до 18 років. Однак не всі діти, що постраждали від торгівлі людьми, стають жертвами торгівлі людьми для цілей КСЕД. Крім того, сексуальне насильство над дітьми, які стали жертвами торгівлі людьми на роботі, не обов'язково є КСЕД. Подібним чином, КСЕД також є частиною інших форм жорстокого поводження з дітьми та сексуального насильства над дітьми, включаючи зґвалтування дітей та домашнє насильство, але це відмінно від них.
У 2016 році було проведено дослідження наслідків сексуального насильства над дітьми (СНД) у Східному Тринідаді, оскільки було припущено, що діти можуть бути схильні до ризику сексуального насильства. Торгівля дітьми є формою сучасного рабства, яка стрімко поширюється в Сполучених Штатах. Мутуюча та багатогранна система жорстокої експлуатації людини, насильницьких злочинів проти дітей, що супроводжуються жорстоким поводженням з дітьми та порушення їхніх прав. Дитяче рабство та торгівля людьми є глобальною проблемою громадського здоров'я, яка загрожує серйозними травмами та здоров'ям протягом усього життя. У всьому світі понад 50 % жертв торгівлі дітьми вербують сім'ї та друзі, а діти становлять 27 % усіх жертв торгівлі людьми в усьому світі, причому дві з кожних трьох дітей-жертв — дівчатка.

## Типи

### Проституція
За оцінками, щороку 1-2 мільйони неповнолітніх піддаються сексуальній експлуатації через проституцію. Більшість дітей у США стають частиною індустрії проституції приблизно у віці 12-14 років. Цими дітьми зазвичай «торгує хтось із знайомих, наприклад друг, член родини чи романтичний партнер».

### Дитячий секс-туризм
Дитячий секс-туризм (ДСТ) включає хижаків, які подорожують зі своєї батьківщини в іншу країну, щоб вступити в сексуальні стосунки з дитиною, що стала жертвою торгівлі людьми. З поширеністю подорожей і туризму збільшилася доступність для торговців людьми доступу до дітей, які стали жертвами торгівлі людьми з інших країн. Торговці людьми часто переїжджають до слаборозвинених країн, щоб скористатися відсутністю законів, які стосуються дитячої проституції, корупцією в уряді, високим рівнем бідності та іншими факторами.

### Порнографія
Дитяча порнографія — це «зображення дитини, яка бере участь у відверто сексуальних діях, або будь-яке зображення статевих органів дитини переважно з сексуальною метою» як у реальному житті, так і в імітації. Коли справа доходить до зображень дитячої порнографії, вони включають і бувають у багатьох формах: фотографії, аудіозаписи та особливо відео, які зображують дітей, які здійснюють сексуальні акти з предметами, дорослими та іншими дітьми. Діти піддаються експлуатації, зґвалтуванням, педофілії, а в крайніх випадках — убивствам.
Порнографія часто використовується як ворота в індустрію секс-торгівлі. Багато сутенерів примушують дітей до порнографії, щоб змусити їх повірити в те, що вони роблять, прийнятно. Потім сутенери можуть використовувати порнографію для шантажу дитини та вимагання грошей у клієнтів.
Виробництво, зберігання та розповсюдження дитячої порнографії заборонені законами і суворо караються. Дитяча порнографія, як правило, включає кричущі акти кримінального сексуального насильства та експлуатації щодо дітей, які завдають серйозної шкоди дітям-жертвам, будучи формою жорстокого поводження з дітьми. Ті, хто прагне або зараз бере участь у експлуатації дітей, зараз підключаються до мереж Інтернету, щоб продавати, ділитися та торгувати матеріалами.
|                       | Міжнародний | Національний | Регіональний | Місцевий |
| --------------------- | --- | --- | --- | --- |
| Формат виробництва    | Сучасні технології аудіовізуального обладнання, розробки та процесу масового відтворення. | По суті те саме, що й міжнародне. | Приватні розвиваючі студії та лабораторії; нижча якість матеріалу. | Найнижча якість з усіх ринків; покладається на технологію роздрібної торгівлі (миттєві камери. Фотостатистика). Пряма покупка або обмін, поштою.                          |
| Методи розповсюдження | Пошта, кур'єр, прямий продаж. | Книгарні для дорослих, пошта (комерційна та поштова), прямий продаж. | Пошта (комерційна, США), пряма покупка або обмін, книжкові магазини для дорослих. | Пряма покупка або обмін, поштою. |
| Виробники             | Синдиковані секс-групи, підприємці та фотографи-фрілансери. | Організована злочинність і позаштатні порнографи. | В основному порнографи-фрілансери, деякі роботи яких наймають на договірній основі місцеві сутенери чи педофіли. | Громадські чи місцеві педофіли, секс-групи та сутенери. |
| Техніка ухилення      | Мобільні сайти виробництва та розробки, фальшиві особи, численні замасковані розсилки товарів. | Використання посередників для організації регулярних закупівель, батьківської форми випуску, а також мобільних виробничих і розробних сайтів.                                  | Тимчасові ідентичності та місцезнаходження порнографів, швидка зміна дітей, які використовуються як моделі, та форми звільнення батьків. | Жертв змушують мовчати або шантажують; мобільність і хороша репутація злочинця часто захищають від будь-яких підозр.                                                      |
| Статус                | Все ще доступний, з наголосом на використанні молодих людей третього світу як моделей; періодичні вторгнення в дорожній рух іноземної поліції та федеральних правоохоронних органів США; реактивний характер поліцейських розслідувань виключає остаточне скасування виробництва та розповсюдження. | Надзвичайно стійкий, незважаючи на суворі федеральні закони, які періодично зривають товарний потік. Перепродували в сусідніх країнах і експортували в Азію, Європу та Африку. | Надзвичайно важко перехопити на проактивній основі. Сутенери та порнографи використовують неповнолітніх аферистів і розбещених дітей як об'єктів. Пізніше може з'явитися в іноземних виданнях. Згода батьків зобов'язує винних зберігати таємницю; збільшення уваги до сугестивних матеріалів. | Порнографія, створена на місцевому рівні, є основою педофільної субкультури; зазвичай виявляються під час поліцейського обшуку або випадково через поштові розслідування. |

### Пряма трансляція сексуального насильства
Поява цих онлайн-спільнот також прискорила та сприяла спілкуванню між місцевими правопорушниками, як налагоджуючи зв'язок, так і нормалізуючи їхній інтерес до дітей, зменшуючи їх чутливість до фізичних та психологічних ушкоджень, іноді анонімно, таким чином вони можуть ділитися, не боячись бути спійманими. Розвиток технологій спонукав торговців секс-торгівлею «прийняти та адаптувати нові онлайн-можливості для націлювання та експлуатації жертв і створення „ринкових“ можливостей». Технології доступні майже в кожному аспекті світу, що повністю спрощує доступ торговців секс-торгівлею.
Зростання Інтернету дозволило торговцям сексуальними послугами отримувати більший прибуток від своєї незаконної діяльності. Наприклад, кіберсекс-торговці мають право ділитися жертвою з іншими покупцями секс-покупок, створюючи більшу групу небезпечних осіб. Віртуальні платформи створюють більш економічно ефективний підхід для торговців секс-торгівлею, оскільки їм не потрібно фізично транспортувати жертв або отримувати фізичне місцезнаходження.

## Причини
Важко точно визначити конкретні причини комерційної сексуальної експлуатації дітей через основні проблеми, пов'язані з сексуальною експлуатацією в цілому, такі як секретність і приховані дії, які відбуваються в рамках цієї організованої злочинності. Через складність комерційної сексуальної експлуатації уряди та організації погано розуміють її причини; однак існують фактори, які можуть впливати на поширеність комерційної сексуальної експлуатації дітей. Ось деякі з цих факторів:

### Бідність
«Понад 35 % населення світу живе менш ніж на 2,00 долари на день», і тільки в США близько 2,5 мільярдів людей знаходяться під загрозою торгівлі людьми. Торговці людьми обіцяють цим батькам отримати освіту або, можливо, належне харчування, або навіть можливу торгівлю грошима між грумером і батьками. Деякі батьки продають свою дитину на гроші, щоб погасити борг. Через брак освіти багато з цих батьків, які живуть у бідності, не усвідомлюють небезпеки комерційної експлуатації дітей і розглядають це як шанс на краще життя для своєї дитини.

### Відсутність освіти
Школи забезпечують захист і стабільність для дітей, навчаючись життєвим навичкам і підвищуючи їхню впевненість у світі та собі. Якщо цього немає, діти стають більш вразливими до торгівлі людьми. Через брак фінансування шкіл у районах з низьким рівнем доходу важко залучити учнів до школи, що призводить до відсіву. Через відсутність шкільної освіти та фінансової стабільності дітей заманюють у комерційну сексуальну експлуатацію.

### Корумповані правоохоронні органи
Дослідження, проведене щодо кореляції між корупцією в правоохоронних органах і в уряді, тісно пов'язане з комерційною сексуальною експлуатацією, зокрема, торгівлею людьми. Проте проведення досліджень у цій галузі майже неможливо через серйозні проблеми, з якими стикаються, наприклад, брак інформації про корупцію в суспільстві.

### Гендерні та культурні аспекти
Багато культур і уряди мають упереджені погляди на цінність чоловіка проти жінки. Є багато суспільств, наприклад, китайська та камбоджійська культури, які вірять, «що секс із незайманими омолоджує чоловіка». На жаль, через цю віру на ринок неповнолітніх дівчат, які займаються проституцією або торгівлею людьми, дуже попит. Діти, які належать до культурних меншин, також часто зазнають дискримінації; призводить до того, що значна непропорційна кількість дітей, які належать до меншин, стає жертвами комерційної сексуальної експлуатації.

## Небезпеки та наслідки
Незалежно від того, чи є діти в порнографії, публічних будинках чи жертвами торгівлі людьми, усі вони ризикують заразитися інфекціями, що передаються статевим шляхом, піддатися фізичному насильству та психологічному погіршенню. Дослідження показали, що «від 50 до 90 % дітей у борделях Південно-Східної Азії інфіковані ВІЛ». У багатьох випадках, коли дітей залучають до індустрії секс-торгівлі, їх б'ють і ґвалтують до тих пір, поки вони не будуть настільки зламані, що більше не намагатимуться втекти. Фізичні небезпеки також можуть включати безпліддя, рак шийки матки, побиття, а іноді й вбивство. Вагітність також є фізичним фактором ризику для багатьох дітей. Так само, як якщо у них виявляють ВІЛ чи СНІД, дівчат викидають із публічних будинків, і їм нікуди йти. Щоб виживати в таких ситуаціях, багато дітей «розривають свідомий зв'язок між розумом і тілом» (Bales 221). Через це багато дітей починають думати, що вони не що інше, як «повії», а в деяких розвиваються суїцидальні думки. Інші психологічні фактори ризику включають розлади сну та харчування, порушення статевої ідентичності, істерію та навіть вбивчу лють.
За фізичними та психологічними небезпеками криється страх перед законом. Багато дівчат і жінок незаконно переправляють через кордон. Якщо їм вдається втекти з борделю або від сутенера, жінки і діти швидко потрапляють в поле зору влади. Оскільки вони не мають належних документів, їх затримує влада. Якщо їх утримують у місцевих в'язницях, жінки та діти часто страждають від подальшого насильства та експлуатації з боку поліції.
Коли мова йде про дітей, експлуатація несе в собі багато небезпек, оскільки ми знаємо, що діти є одними з найбільш вразливих людей в нашому суспільстві, і за ними слід ретельно наглядати та захищати їх від усіх видів небезпек у світі. Багато людей часто думають, що насильство — це лише фізичне насильство: порізи та синці, але фізичне насильство — це лише одна з форм насильства, яка включає в себе інші форми, в тому числі сексуальне, емоційне насильство, а також нехтування.
Наслідки використання дітей у дитячій порнографії можуть мати психологічний, емоційний та фізичний вплив на жертву. Це неминучі наслідки, які можуть включати загальні симптоми спогадів, а також посттравматичний стресовий розлад, який може призвести дитину до глибокої депресії. Сексуальне насильство може призвести до інших наслідків, таких як самоушкодження, зловживання психоактивними речовинами, розлади харчової поведінки, вагітність, розлади сну, самогубство та численні інші інфекції, що передаються статевим шляхом (ІПСШ). Сексуальне насильство — це не те, чого має зазнати жодна дитина, і не те, що вона обирає для себе, але через свою юність і невинність вони змушені справлятися з неминучими ситуаціями і симптомами травми, яку вони пережили.

## Поширеність
Незважаючи на те, що неможливо визначити справжні масштаби проблеми, враховуючи її незаконний характер, Міжнародна організація праці (МОП) за даними глобальної дитячої праці «…у всьому світі є 246 мільйонів експлуатованих дітей віком від 5 до 17 років, залучених у боргову кабалу., примусове вербування для збройних конфліктів, проституція, порнографія, незаконна торгівля наркотиками, незаконна торгівля зброєю та інша незаконна діяльність у всьому світі».
Опитування швидкої оцінки, розроблене Міжнародною програмою МОП з викорінення дитячої праці (IPEC) і Дитячим фондом ООН (ЮНІСЕФ), покладається на інтерв'ю та інші, переважно якісні, методи, щоб отримати картину конкретної діяльності в обмеженій географічній зоні.
За оцінками ЮНІСЕФ і Фонду народонаселення ООН (ЮНФПА), щороку 2 мільйони дітей зазнають експлуатації в проституції або порнографії.

## Міжнародна боротьба з комерційною сексуальною експлуатацією дітей
Перша всесвітня зустріч з глобальної боротьби проти комерційної сексуальної експлуатації дітей відбулася в Стокгольмі в 1996 році. Цю ідею вперше запропонувала організація «Покінчити з дитячою проституцією в азіатському туризмі» (ECPAT) у 1994 році. Потім ECPAT працював у співпраці з Дитячим фондом ООН (ЮНІСЕФ) та іншими неурядовими організаціями, щоб створити Всесвітній Конгрес, який бореться за привернення уваги до проблеми комерційної сексуальної експлуатації дітей.
Для боротьби з комерційною сексуальною експлуатацією дітей було укладено багато угод і дій. Одним із заходів, які вживаються, є Конвенція ООН проти транснаціональної організованої злочинності, яка була «прийнята резолюцією 55/25 Генеральної Асамблеї від 15 листопада 2000 року». Ця конвенція спрямована на три сфери організованої злочинності, однією з яких є «Протокол про запобігання, придушення та покарання за торгівлю людьми, особливо жінками та дітьми». Мета полягає в тому, щоб заохотити учасників до співпраці в діях, необхідних для запобігання злочинам, пов'язаним із транзакціями.
«ІІІ Всесвітній конгрес проти сексуальної експлуатації дітей і підлітків» відбувся в Ріо-де-Жанейро, Бразилія 25-28 листопада 2008 року. До Конгресу увійшли ЮНІСЕФ, ECPAT, Група неурядових організацій Конвенції про права дитини та, нарешті, уряд Бразилії. Явка цього Конгресу для захисту та виступу проти сексуальної експлуатації дітей була неймовірною. Було понад 3000 учасників з понад 135 урядів, установ та громадських організацій. 300 із цих учасників були підлітками.

## Профілактика

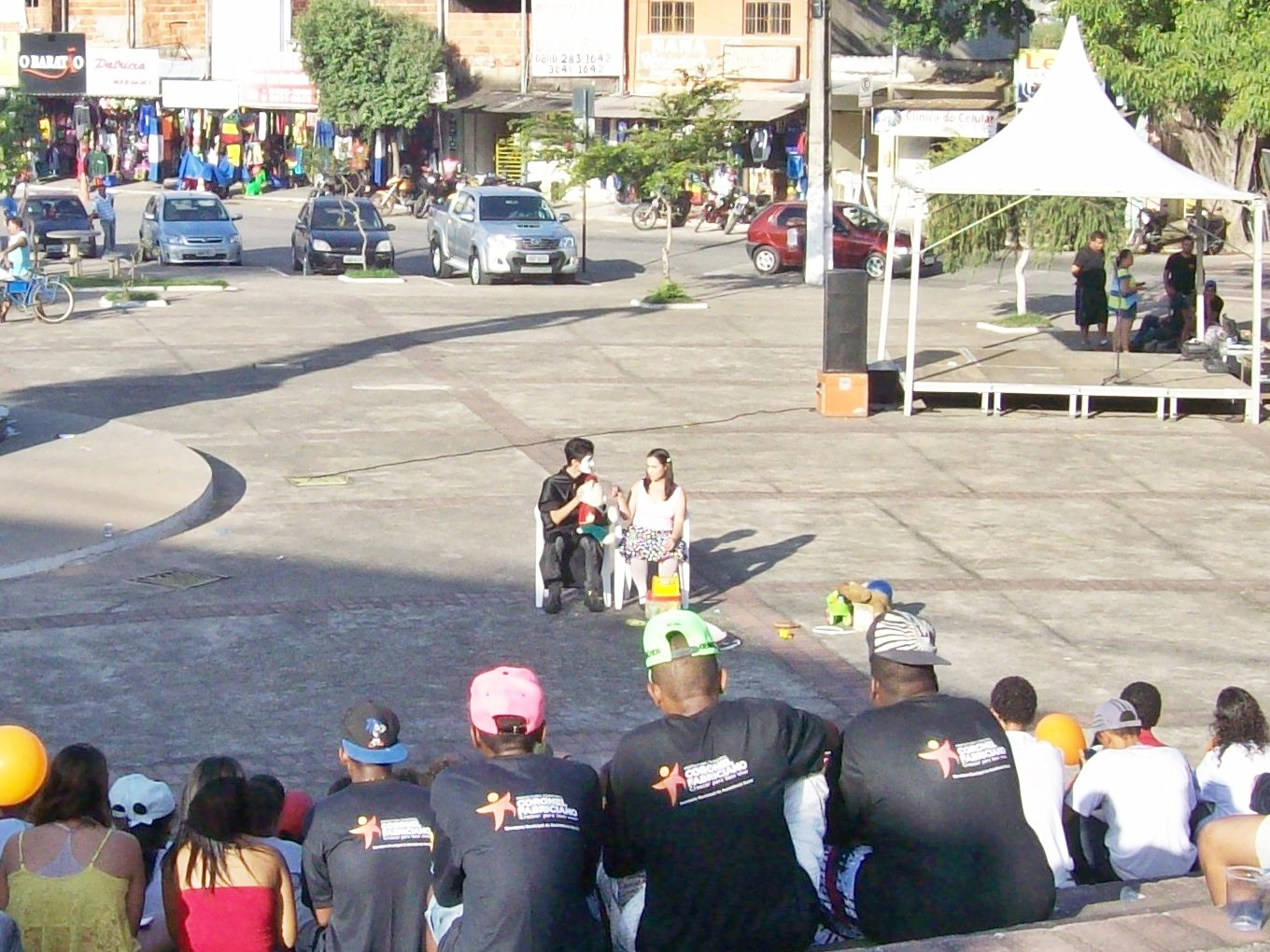
Театр про сексуальне насильство над дітьми в Коронель Фабрічіано, Бразилія

### Освіта
Одним із багатьох способів допомогти у профілактиці КСЕД є навчання. Раніше згаданий Протокол вимагає від членів вживати превентивних заходів проти сексуальної експлуатації дітей. Серед цих профілактичних заходів є навчання громадськості, особливо сімей, про небезпеку секс-туризму та торгівлі людьми. World Vision є одним із лідерів у створенні таких освітніх можливостей для молодих дівчат. Інші зусилля включають навчання поліції, медиків і шкільного персоналу тому, як ідентифікувати жертв КСЕД і реагувати в ситуації, пов'язаної з КСЕД, а також навчання потенційних жертв КСЕД про тактику, яку вербувальники часто використовують, щоб охопити людей із групи ризику.
Декілька організацій докладають свідомих зусиль, щоб сприяти профілактиці КСЕД. Наприклад, We Are Pact має три освітні ініціативи, де вони активно заохочують різних людей зробити свій внесок у профілактику. Ці ініціативи включають програму Y-ACT, програму запобігання CSAM та навчальний інститут КСЕД. Програма Y-ACT містить серію семінарів, спрямованих на обговорення торгівлі дітьми, здорових стосунків, здорової віртуальної особистості та спільноти як ресурсу. Y-ACT пропонує як окремі, так і серії семінарів, адаптованих до потреб учасників з точки зору тривалості, навчального плану та вікових діапазонів, з акцентом на створення орієнтованого на студента середовища, яке сприяє безпеці, розширенню можливостей та інклюзивності. Програма запобігання КСЕД пропонує батькам безпечне середовище, щоб дізнатися про ознаки попередження про торгівлю людьми та експлуатацію, охоплюючи такі теми, як безпека в Інтернеті, керування дискусіями з молоддю та використання ресурсів спільноти, з програмами, доступними англійською та іспанською мовами безкоштовно. Навчальний інститут КСЕД проводить тренінги для фахівців, які працюють з дітьми у сфері торгівлі людьми, охоплюючи тривожні прапорці та кроки, яких слід вживати, коли виникають занепокоєння, щоб надати персоналу впевненість у вирішенні складних проблем, зрештою сприяючи створенню середовища, де діти почуваються безпечно, звертаючись за допомогою.
Ще одним кроком, який робить значний крок у профілактиці КСЕД, є програма «Заборона для захисту дітей», яка використовує проактивну поліцейську тактику, спрямовану на запобігання кримінальним правопорушенням, зосереджуючись на порятунку дітей, які стали жертвами сексуального насильства та експлуатації, а також дітей, які постраждали від сексуального насильства та експлуатації. ризик віктимізації. Крім того, він проводить розслідування з метою виявлення правопорушників та осіб, які становлять високий ризик для дітей, а також збирає розвідувальну інформацію щодо методології правопорушників для інформування про втручання правоохоронних органів.

#### Що можуть зробити батьки
Профілактика починається з раннього прищеплення протягом усього дитинства. Діти повинні знати про свою тілесну автономію, яку батьки можуть прищепити з раннього віку. «Автономія тіла починається з простих речей, яким ви можете навчити свою дитину, починаючи з її дитинства, і закріплюючи уроки, коли вона росте».
Є багато способів розпочати ці методи та закріпити їх у міру зростання дитини. Наприклад, батьки можуть навчати своїх дітей різним частинам тіла, наголошуючи, що відкрито говорити про це нормально і здорово. Крім того, батьки можуть навчити їх важливості говорити «ні», коли вони опиняються в незручній ситуації. І останнє, але не менш важливе: для батьків важливо підкреслити, що таємниці «завжди слід ділитися з дорослим, якому довіряють».

#### Заходи безпеки
Профілактику можна значно покращити за допомогою заходів безпеки, таких як:
1. Ретельно пізнайте дорослих, присутніх у житті ваших дітей. «Будь-який дорослий, який, здається, цікавиться вашими дітьми більше, ніж ви, повинен підняти у своєму розумі прапорець застереження».[40]
2. Знайте, де ваші діти і з ким вони. «Візьміть за сімейне правило: якщо ваші діти змінюють плани, вони повинні повідомити вас, перш ніж вони щось зроблять або поїдуть кудись, про що ви не знаєте».[40]
3. Переконайтеся, що облікові записи ваших дітей у соціальних мережах є приватними.
4. Розкажіть їм про Гарячу лінію з протидії торгівлі людьми, запобігання та протидії домашньому насильству, насильству за ознакою статі та насильству стосовно дітей, що діє в Україні.

#### Конфіденційність
Найкращою формою запобігання комерційній сексуальній експлуатації дітей є приватне життя. Перешкоджання невідомим дорослим бути поруч з дитиною може перешкодити потенційним грумерам бути поруч з дитиною. INHOPE стверджує, що «багато грумерів сприймають присутність батьків як підвищений ризик бути поміченими». У наш час багато грумерів звертаються до дітей онлайн через відчуття захисту. Створення налаштувань конфіденційності для дитячих технологій може захистити потенційних торговців людьми від контакту з неповнолітніми. Відстеження дружби дітей в Інтернеті та знання ознак ризикованої дружби може запобігти викриттю сексуальної експлуатації. Дуже важливо чітко пояснити дітям шкоду, яка може бути завдана через вторгнення в приватне життя. Багатьох дітей часто бентежить поточне навчання конфіденційності, яке їм надається, через відсутність «конкретних правил або дій щодо конфіденційності».

## Подальше читання
- Alisa Jordheim (2014). Made in the U.S.A.: The Sex Trafficking of America's Children. HigherLife Publishing. ISBN 978-1939183408.